# Helena Amoako
Helena Amoako (* 16. Dezember 1975) ist eine ehemalige ghanaische Leichtathletin, die sich auf den Sprint spezialisiert hat. Ihren größten Erfolg feierte sie mit dem Gewinn der Goldmedaille mit der ghanaischen 4-mal-100-Meter-Staffel bei den Afrikameisterschaften im Jahr 2000 dreien weiterer Medaillen bei Afrikameisterschaften. Zudem gewann sie 1999 mit der Staffel Bronze bei den Afrikaspielen in Johannesburg.

## Sportliche Laufbahn
Erste internationale Erfahrungen sammelte Helena Amoako vermutlich im Jahr 1990, als sie bei den Afrikameisterschaften in Kairo in 24,36 s die Bronzemedaille im 200-Meter-Lauf hinter den Nigerianerinnen Fatima Yusuf und Emily Odoemenam gewann. Zudem gewann sie mit der ghanaischen 4-mal-100-Meter-Staffel in 45,87 s gemeinsam mit Philomena Mensah, Cynthia Quartey und Diana Yankey die Silbermedaille hinter dem nigerianischen Team. 1993 gewann sie bei den Afrikameisterschaften in Durban in 3:39,66 min gemeinsam mit Helena Wrappah, Nabiama Salifu und Agnes Yaa Nuamah die Bronzemedaille in der 4-mal-400-Meter-Staffel hinter den Teams aus Nigeria und Südafrika. 1999 nahm sie an den Afrikaspielen in Johannesburg teil und schied dort mit 24,44 s im Vorlauf über 200 Meter aus. Zudem gewann sie mit der Staffel in 44,21 s gemeinsam mit Mavis Akoto, Monica Twum und Dora Manu die Bronzemedaille hinter den Teams aus Nigeria und Madagaskar. Im Jahr darauf siegte sie bei den Afrikameisterschaften in Algier in 43,99 s im Staffelbewerb gemeinsam mit Monica Twum, Veronica Bawuah und Vida Anim, woraufhin sie ihre aktive sportliche Karriere im Alter von 24. Jahren beendete.

## Persönliche Bestzeiten
- 200 Meter: 24,36 s (0,0 m/s), Oktober 1990 in Kairo